# Choriolaus latescens
Choriolaus latescens là một loài bọ cánh cứng trong họ Cerambycidae.